# Werne
Pour l’article homonyme, voir Ferdinand Werne pour l'explorateur allemand.
Werne est une ville d'Allemagne située dans le Land de Rhénanie-du-Nord-Westphalie et dans l'arrondissement d'Unna. Elle se trouve sur la rivière Lippe.
Cette ville date du Moyen Âge.
On peut y visiter une petite église, une belle mairie datant du XVIIe siècle ainsi qu'un petit musée retraçant l'histoire de la ville. La vieille ville a conservé de nombreuses maisons à colombage.
La ville, comme la région, a un passé minier. Une mine de charbon y a été exploitée de 1899 à 1975. Lors de la recherche du minerai, en 1873-1874, une source thermale saline a été mise à jour. Les bains de Werne ont été établis en 1878. Werne possède toujours aujourd'hui un centre thermal et des bains d’eau saline.

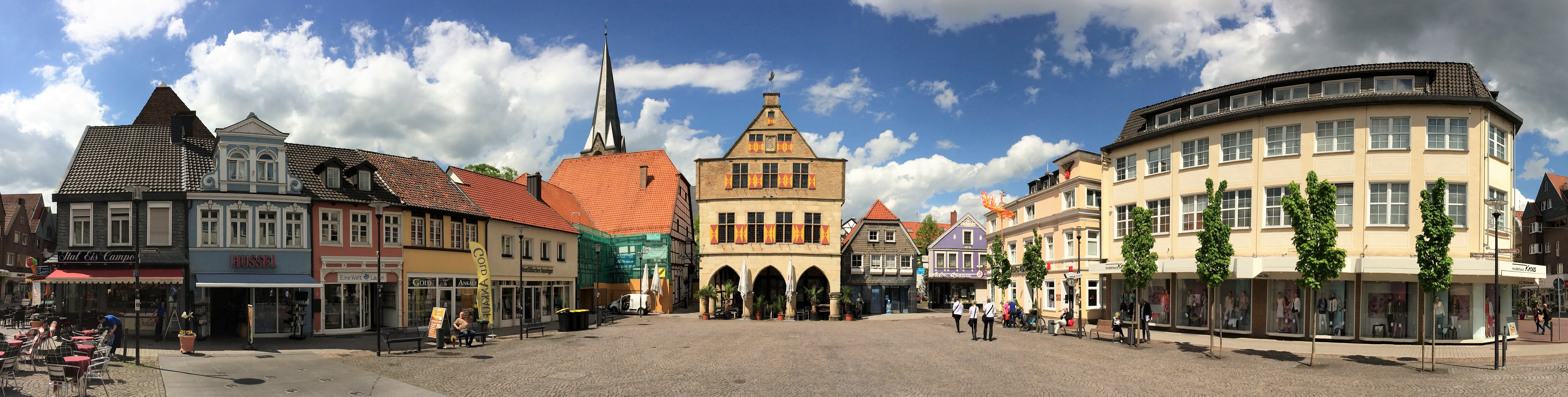
Place centrale avec mairie
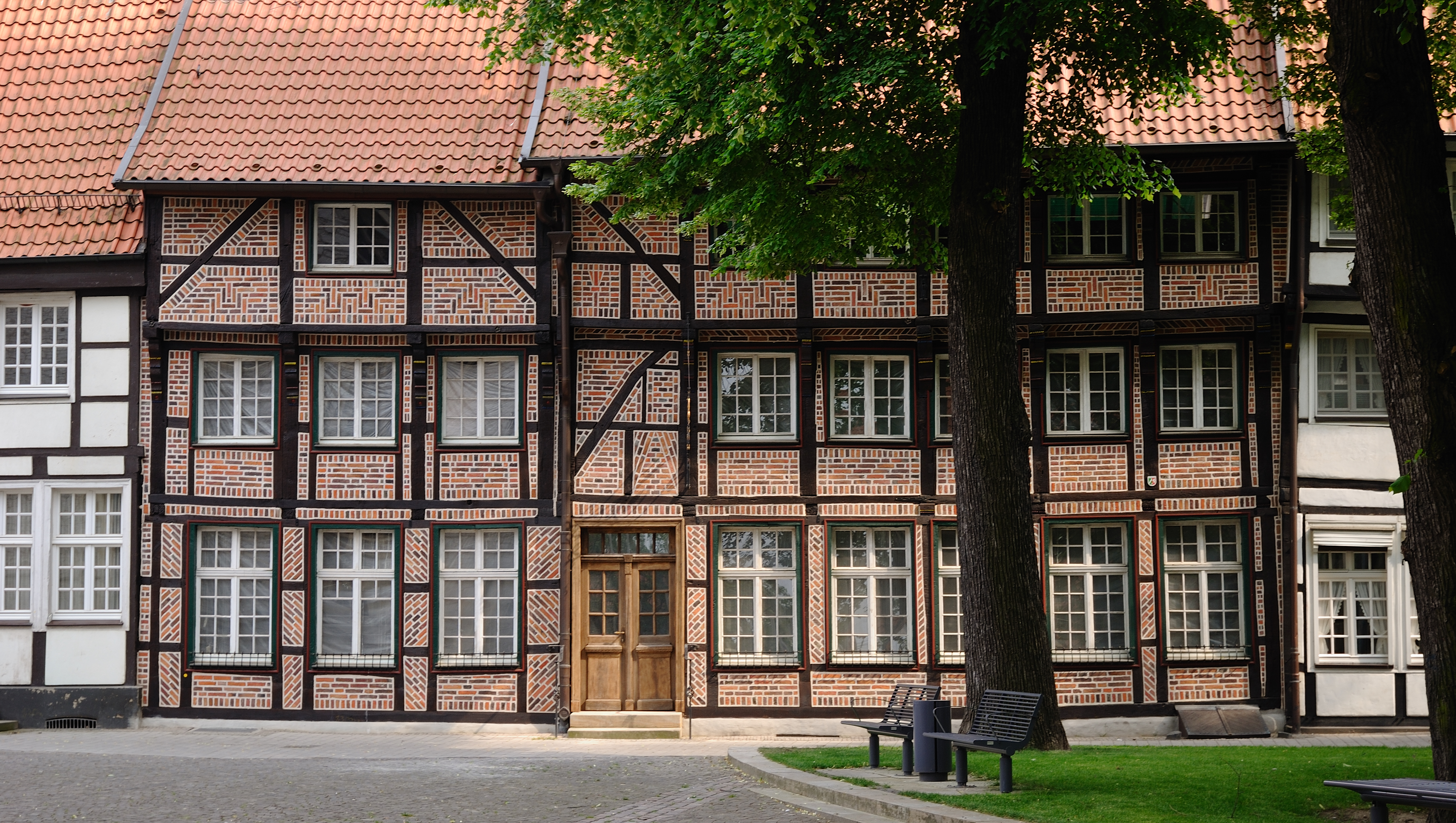
Maisons à colombage
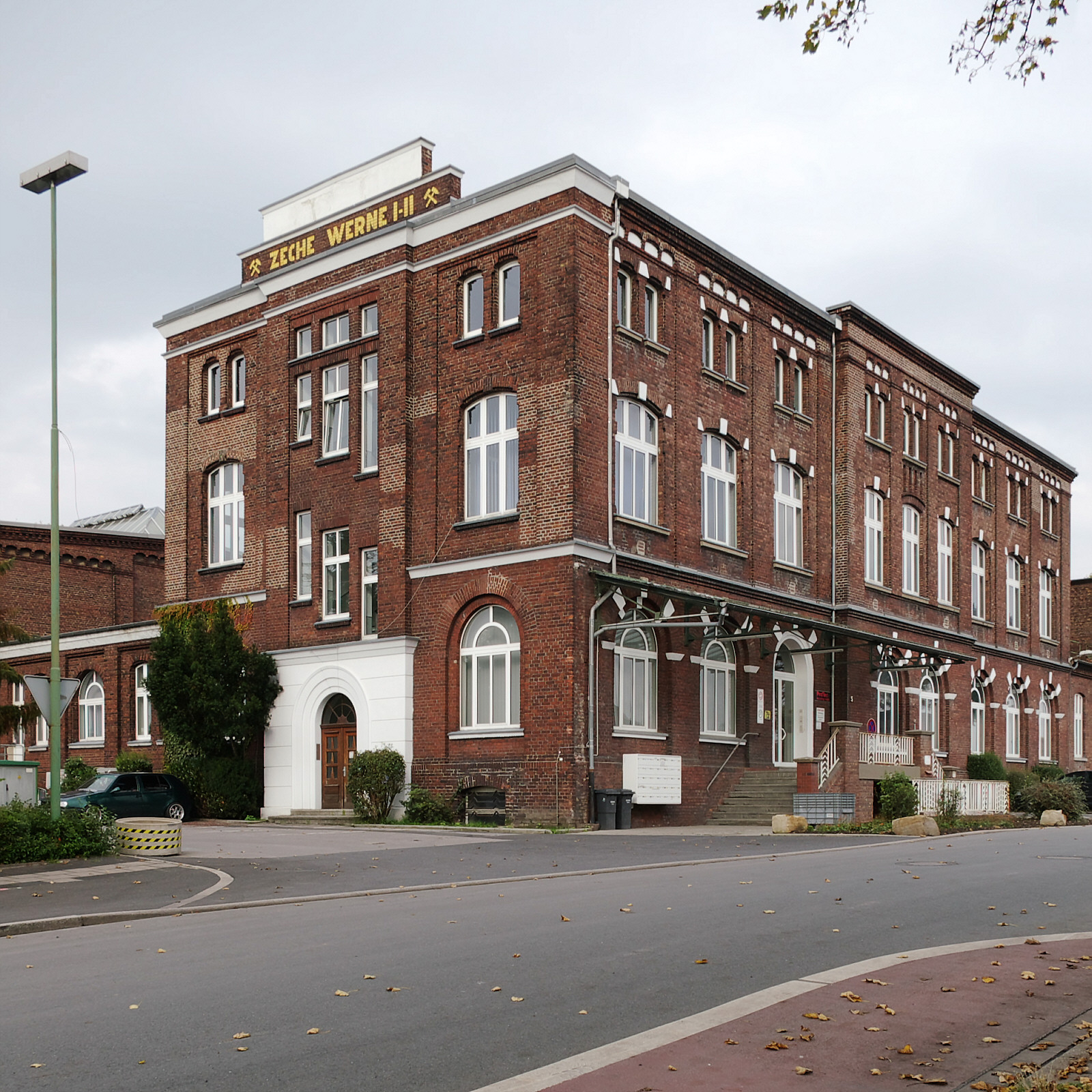
Ancien bâtiment minier réhabilité

## Personnalités liées à la ville
- Heinrich Repke (1877-1962), peintre né à Werne.
- Jürgen Dahlkamp (1965-), journaliste né à Stockum.

## Jumelages
Werne est jumelée avec :
- Bailleul (Nord) (France), depuis 1967.
- Lytham St Annes (Royaume-Uni), depuis 1984
- Kyritz (Allemagne), Land de Brandebourg, depuis 1990
- Wałcz (Pologne), depuis 1992
- Poggibonsi (Italie), depuis 2000